# Saint-Clair-sur-l'Elle

Saint-Clair-sur-l'Elle este o comună în departamentul Manche, Franța. În 1 ianuarie 2022 avea o populație de 973 de locuitori.